# 子どものしあわせ
『子どものしあわせ』（こどものしあわせ）は、日本子どもを守る会が編集、出版している月刊雑誌。1955年5月創刊。その号の特集記事と連載記事により構成され、現代の子どもをとりまくさまざまな問題を取り上げている。

## かつての出版社
- 学研
- 草土文化
- 本の泉社